# Pont dels Ferrocarrils Catalans
El Pont dels Ferrocarrils Catalans és una obra de l'arquitectura del ferro de Castellgalí (Bages) inclosa a l'Inventari del Patrimoni Arquitectònic de Catalunya.

## Descripció
Pont format per tres parts diferenciades. Les dues extremes són arcades de pedra, mentre que el tram central consisteix en un biga en gelosia de gran alçada recolzada en el seu punt central sobre un pilar de pedra.

## Història
La línia del ferrocarril de Barcelona a Manresa fou inaugurada l'any 1922.